# Lestes viridulus
Lestes viridulus là loài chuồn chuồn trong họ Lestidae. Loài này được Rambur mô tả khoa học đầu tiên năm 1842.

## Hình ảnh

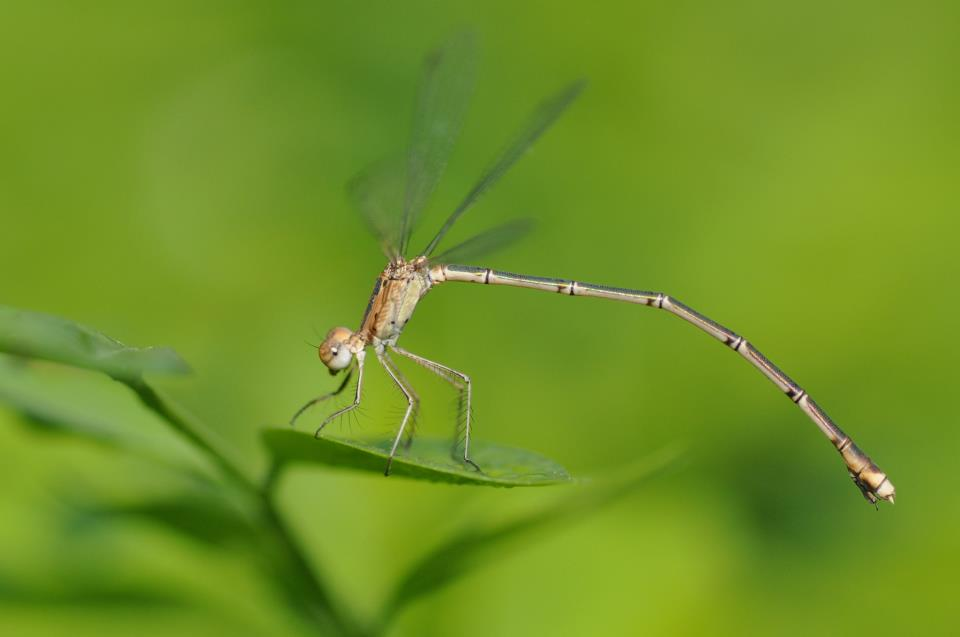